# Wereldbeeld en teologie
Wereldbeeld en teologie, met als ondertitel "van de middeleeuwen tot vandaag" is een theologisch-filosofisch boek uit 1973 van de Vlaamse filosoof Max Wildiers.
Het werd uitgegeven bij Standaard wetenschappelijke uitgeverij, en werd vertaald in het Duits (1974) en het Engels (1982).
Wildiers bestudeert uitvoerig het middeleeuwse wereldbeeld en de middeleeuwse theologie. Hij komt tot de conclusie dat dit eerder een gevolg was van het Hellenistische denken, onder anderen van Aristoteles, dan van het bijbelse christendom zelf. 
Vervolgens bespreekt hij hoe dit vaststaande en door God gewilde, onveranderlijke wereldbeeld afgebroken wordt, eerst, in de 16e eeuw, door de heliocentrische theorie van Copernicus (Wildiers schrijft Kopernik) en later, in de 19e eeuw, door de evolutietheorie van Darwin. Hij beschrijft ook gedetailleerd hoe de officiële kerk telkens afwijzend reageert, bijvoorbeeld in de veroordeling van Galilei.
Wildiers doet een poging om het actuele wereldbeeld in de filosofie en de natuurwetenschap te beschrijven, en dan neemt hij het op voor de jezuïet Teilhard de Chardin, die een en ander met het katholicisme probeert te verzoenen.
In het korte, laatste hoofdstuk komt Wildiers tot zijn eigen synthese. Het middeleeuwse wereldbeeld was een totaalvisie waaraan niet kon worden getwijfeld. Zelfs op het Tweede Vaticaans Concilie aarzelde de Kerk om het oude wereldbeeld los te laten. Het nieuwe wereldbeeld is dat van een voortdurende evolutie en verandering. De wereld is een wordingsproces en dit wordingspoces is de werkelijkheid zelf. Tegen die achtergrond pleit Wildiers voor de herontdekking van de 'evangelische vrijheidsgedachte'. In tegenstelling tot de klassieke theologie is het er in het evangelie nooit om te doen de mens in te schakelen in een vaststaande (kosmische) orde. Zo sluit Wildiers zich aan bij het denken van Ernst Bloch, die schreef dat in het christendom de revolte zit (Im Christentum steckt die Revolte, Zürich, 1971).